# سوباشی
سوباشی روستایی از توابع بخش گل‌تپه شهرستان کبودراهنگ در استان همدان ایران است. این روستا بزرگ‌ترین و پرجمعیت‌ترین روستای بخش می‌باشد.

## موقعیت جغرافیایی
این روستا در مختصات ۳۵ درجه و ۹ دقیقه و ۵۲ ثانیه شمالی و ۴۸ درجه و ۱۴ دقیقه و ۲۴ ثانیه شرقی و در جنوب شرقی گل تپه واقع است.

## جمعیت
این روستا در دهستان گل‌تپه قرار دارد و براساس سرشماری مرکز آمار ایران در سال ۱۳۹۵، جمعیت آن ۱۳۸۴ نفر (۳۹۳ خانوار) بوده است.

## آب و هوا
این روستا در منطقه کوهستانی ایران قرار دارد. زمستان‌های سرد تابستان‌های گرم و بارندگی متغیر دارد. و دارای سد ابی می‌باشد.

## غار سوباشی
این غار در ۴۶ کیلومتری غرب کبودرآهنگ در روستای سوباشی واقع است. به دلیل کوچک بودن دهانه غار امکان وارد شدن به آن وجود ندارد. این غار به همراه غارهای علیصدر و سراب غارهای آبی سه‌گانه شهرستان کبودراهنگ را تشکیل می‌دهند.

## سایت سوباشی
سایت راداری سوباشی واقع در ارتفاعات سوباشی مشرف بر روستای سوباشی یکی از مهم‌ترین سایتهای راداری ایران در زنجیره پدافند هوایی می‌باشد. در زمان جنگ ایران و عراق در سال ۱۳۵۹ تا ۱۳۶۷ سایت ضمن رهگیری هواپیماهای عراقی ، کنترل و هدایت هواپیماهای ورودی و خروجی به مرزهای غرب کشور، کنترل آتش سایتهای موشکی ارتش و سپاه، کنترل آتش پدافند هوایی مستقر در منطقه (زمینی، هوایی …)، اعلام وضعیت (سفید، زرد یا قرمز) به ۱۳ استان کشور (حدود۸۰در صداز جمعیت ایران) را برعهده داشت. عراقیها شدیداً در تلاش بودند که سایت راداری را مورد حمله مستقیم و انهدام قرار دهند. عراقی‌ها با ۱۵۷ مرحله حمله به سایت واستفاده از موشکهای ضدرادار در مختل کردن عملکرد سایت فوق تلاش کردند و این سایت نهایتاً در پنجم مرداد سال ۶۷ و بعد از پذیرش صلح و قطعنامه ۵۹۸ توسط جنگنده‌های عراقی منهدم شد. موشک هوا به زمینی که از فاصله ای دور شلیک شده بود اتاق عملیات سایت سوباشی را منهدم کردو ۱۹ نفر از کارکنان در همان لحظه کشته شدند.